# Estany de Can Raba
L'estany de Can Raba és una zona humida de 4,33 ha, formada per un estany d'aigües permanents. Antigament, l'estany, d'origen natural, podia abastar una superfície màxima de 7 ha. Actualment, la construcció de diverses infraestructures viàries a l'entorn de la zona humida, que arriben fins i tot a partir-la, ha modificat el funcionament hidrològic de la zona, reduint-ne molt la superfície. La vegetació de l'estany és formada bàsicament per un extens canyissar i bogar, que ocupen bona part de la seva superfície. El bosc de ribera es troba ben constituït i en general apareix en tot el perímetre de l'estany. Està format per omedes amb mill gruà, vernedes i freixenedes. També hi ha alguns sectors de roureda.
Pel que fa a la flora, hi apareixen espècies herbàcies força interessants, com el marcòlic (Lilium martagon), el buixol (Anemone nemorosa), la viola silvestre (Viola sylvestris), l'al·liària (Alliaria petiolata), l'espargani comú (Sparganium erectum), el lliri groc (Iris pseudacorus), o les poligonàcies Polygonum salicifolium i Polygonum amphibium. També hi trobem roure pènol (Quercus robur). Pel que fa als hàbitats d'interès comunitari, a la zona apareixen els hàbitats 91E0 ―Vernedes i altres boscos de ribera afins (Alno-Padion)―, i 9540 ―Pinedes mediterrànies.
També s'hi ha citat l'hàbitat 92A0 ―Alberedes, salzedes i altres boscos de ribera― (representat aquí per omedes i freixenedes) i 3150 ―Estanys naturals eutròfics amb vegetació natant (Hydrocharition) o poblaments submersos d'espigues d'aigua (Potamion). Pel que fa a la fauna, a la zona hi nidifica el cabusset (Tachybaptus ruficollis), la polla d'aigua (Gallinula chloropus), l'ànec collverd (Anas platyrhynchos) i la fotja (Fulica atra). En hivernada s'hi observen regularment el bernat pescaire (Ardea cinerea) i el martinet blanc (Egretta garzetta). A l'estany es localitza una petita població de tortuga de rierol (Mauremys leprosa) i del peix espinós (Gasterosteus aculeatus). Actualment hi ha nombroses espècies de fauna exòtica i domèstica, que resten interès a l'espai.
L'estany està senyalitzat amb diferents rètols informatius i hi ha una zona de lleure al sector est, amb bancs, papereres i un petit aguait, en mal estat. Les actuacions s'han realitzat per part de l'Ajuntament de Tordera i l'entitat local CADMA (Consell assessor per a la defensa del medi ambient). La proximitat al nucli urbà de Tordera i a diverses vies de comunicació (GI-512, BV-5121) origina impactes diversos (abocaments de deixalles, sobrefreqüentació, soroll, contaminació lumínica, atropellaments de fauna, etc.). Hi ha també abundant fauna i flora exòtica. Hi ha algunes línies elèctriques dins o molt properes a l'espai. Aquesta zona, juntament amb el braç esquerre de l'illa del riu Tordera, els prats d'en Gai, l'estany de la Júlia i l'estany de can Torrent, constitueix l'espai del PEIN «Estanys de Tordera». També forma part de l'espai de la Xarxa Natura 2000 ES5110007 «Riu i Estanys de Tordera».